# Erika de la Rosa
Erika de la Rosa Castro (Ciudad Juárez, Chihuahua; 25 de septiembre de 1981) es una actriz y modelo mexicana. Ha participado en telenovelas como Pasión morena, Emperatriz, La patrona y Caer en tentación. También ha tenido la oportunidad de actuar en cine.

## Filmografía

### Telenovelas
- Yo no soy Mendoza (2025) - Violeta[1]
- El Conde: amor y honor (2024) - Paulina de Zambrano[2]
- Pacto de sangre (2023) - Miranda[3]
- Te quiero y me duele (2023) - Julieta "Yuli"[4]
- Bocetos (2022) - Dolores[5]
- Amores que engañan (2022-2023) - Laura, ep: mia solo / Nora Medina[6][7]
- Médicos, línea de vida (2019-2020) - Enf. Mireya Navarro
- Cuna de lobos (2019) - Falsificadora de pasaportes
- Caer en tentación (2017-2018) - Alina del Villar
- Guerra de ídolos (2017) - Selva Treviño
- Eva la Trailera (2016) - Marlene Palacios
- Bajo el mismo cielo (2015-2016) - Felicia Méndez Ríobueno
- El señor de los cielos 2 (2014) - Lic. Elsa Marin
- La patrona (2013) - Irene Montemar Godínez
- Emperatriz (2011) - Dra. Ximena Castellanos
- Pasión morena (2009-2010) - Isela Terán
- Deseo prohibido (2008) - Mayté Wilson
- Se busca un hombre (2007-2008) - Tannia Wilkins
- Montecristo (2006- 2007) - Valentina Lombardo
- La hija del jardinero (2003-2004) - Clara "Clarita"

### Programas
- Vecinos (2019) - Julia Suárez
- Entre correr y vivir (2016) - Angelina Dammy
- Cada quién su santo (2009)
- Cambio de vida (2008) - Christina
- Lo que callamos las mujeres (2007)
- La vida es una canción (2004) - Angélica

### Cine
- ¿Qué le dijiste a Dios? (2014) - Marcela

### Teatro
- Cinco mujeres usando el mismo vestido (2010)
- El beso del jabalí de Eduardo H. Román (2016)[8][9]